# Verdeja
Il Verdeja è un carro armato realizzato dalla Spagna nel 1939, l'unico corazzato di questa categoria realizzato nella penisola iberica.
Progettato dal capitano d'artiglieria Felix Verdeja, il carro somigliava vagamente al Merkava israeliano di 40 anni dopo. Questo mezzo, come quello israeliano, era basato sugli insegnamenti di 2 anni di guerra civile, e si trattava di un veicolo leggero, con la priorità relativa alla potenza di fuoco, seguita dalla mobilità e dalla protezione. Esso era dotato di un cannone sovietico da 45mm catturato, con una coppia di mitragliatrici coassiali, elevabili addirittura nel ruolo contraereo, con una capacità se non altro pratica contro obiettivi ad alto angolo come quelli spesso incontrati in zone montagnose e urbane.
Il prototipo venne approntato entro il 10 gennaio 1939, con il reperimento di tutti i pezzi che si poteva in ogni dove, dalle piastre di corazza al motore da 85 hp.

## Corazzatura ed armamento
La corazzatura era composta da lastre di acciaio imbullonato, con il pilota protetto da una piastra inclinata quasi orizzontalmente. La torretta, di forma tronco-conica, era in grado di ospitare 2 uomini che potevano accedervi da un portello situato nella parte posteriore del tetto. La torretta ospitava sia l'armamento principale, un cannone sovietico da 45/46mm con elevazione da -8 a +70 gradi, che quello secondario, due mitragliatrici Dreyse da 7,92mm, disposte coassialmente a destra e a sinistra del cannone. La dotazione era di 74 colpi per l'arma principale più 3000 colpi per le mitragliatrici.

## Mobilità
Il motore previsto inizialmente doveva avere una potenza di 120 CV, ma poiché questo non era reperibile in tempi brevi venne deciso di utilizzare un Ford da 85 CV di derivazione commerciale, posizionato alla destra del pilota. È abbastanza verosimile credere che la scelta di posizionare anteriormente il gruppo propulsore-trasmissione non sia stata presa per fornire ulteriore protezione all'equipaggio contro il fuoco avversario (come nel caso del Merkava), ma più semplicemente per ragioni di semplicità costruttiva.
La trasmissione era con frizione monodisco a secco a 4 velocità e 1 retromarcia, mentre 2 frizioni ausiliarie erano usate per la trasmissione del moto ai cingoli, in maniera da consentire le manovre per movimento differenziale. La velocità era di 40 km/h, l'autonomia su strada 115 km.
Il sistema di sospensione era costituito da 4 carrelli per lato a balestra. Infine la ruota motrice era anteriore. Il cingolo era costituito da 97 maglie senza denti di guida, ma con una cavità centrale dove scorrevano le ruote, pensato per ridurre i rischi di scingolamento.

## Sviluppi
La comparazione del Verdeja venne fatta, nel 1940, con un T-26B sovietico catturato, che venne giudicato inferiore al carro spagnolo. Quest'ultimo era più compatto, molto più basso e di sagoma più sfuggente, e poteva passare più facilmente inosservato del voluminoso carro sovietico. Venne decisa la produzione di un centinaio di esemplari del Verdeja, stavolta provvisto di un propulsore Lincoln-Zephyr da 120 CV, ma l'impossibilità di stringere un accordo con Ford per l'approvvigionamento dei motori e numerosi problemi legati all'ammodernamento delle strutture industriali in cui il Verdeja avrebbe dovuto essere realizzato decretarono l'abbandono del progetto nel 1941.
Il capitano Verdeja decise allora di dedicarsi alla progettazione di un successore, denominato Verdeja 2 e dotato di una configurazione più convenzionale, con motore e trasmissione posteriore e torretta e vano equipaggio anteriori. Gli stessi motivi che avevano portato alla soppressione del Verdeja 1, più l'acquisto da parte del governo spagnolo di venti Panzer IV Ausf. H e dieci Sturmgeschütz III per la fine del 1943, fecero posporre la realizzazione di un prototipo del Verdeja 2 fino all'agosto del 1944. Il prototipo rimase inutilizzato e inalterato fino al 1973, quando venne trasferito all'Accademia di Fanteria di Toledo.
A cavallo tra gli anni quaranta e cinquanta il crescente interesse per l'artiglieria semovente indusse l'Esercito Spagnolo ad incaricare il maggiore Verdeja dello studio di una versione del Verdeja 1 armata con un obice a fuoco rapido da 75 mm. L/40 alloggiato in una casamatta aperta. Questo veicolo venne realizzato rapidamente sulla base del prototipo esistente e testato in maniera esaustiva, ma in ultimo condivise lo stesso fato del Verdeja 2. Dopo il 1973 venne trasferito in varie scuole e caserme, per terminare la sua carriera presso il museo dei veicoli corazzati della base di El Goloso, fuori Madrid.